# Картрайт, Томас
Томас Картрайт (англ. Thomas Cartwright; 1535—1603) — один из родоначальников пуританизма в Англии.
С 1569 года Профессором богословия леди Маргарет в Кембридже, но принуждён был покинуть Англию, потому что признавал единым главой церкви — Христа. Когда после возвращения он выступил с литературной полемикой, то был снова изгнан; возвратясь вторично, был посажен, как бунтовщик, в тюрьму, откуда освободился только благодаря заступничеству высокопоставленных лиц, но неоднократно попадал туда снова.